# 至急
| ウィキペディアには「至急」という見出しの百科事典記事はありません（タイトルに「至急」を含むページの一覧/「至急」で始まるページの一覧）。 代わりにウィクショナリーのページ「至急」が役に立つかもしれません。 |